# Record Rio
Record Rio é uma emissora de televisão brasileira sediada na cidade do Rio de Janeiro, capital do estado homônimo. Opera no canal 13 (39 UHF digital) e é uma emissora própria e co-geradora da rede Record juntamente com a Record São Paulo. Seus estúdios estão localizados no backlot do Casablanca Estúdios em Vargem Grande, e sua antena de transmissão está no alto do Morro do Sumaré, no Rio Comprido.

## História

### TV Rio (1988–1994)

#### Antecedentes
O canal 13 VHF do Rio de Janeiro havia sido inicialmente ocupado pela TV Rio, fundada em 17 de julho de 1955 por João Batista do Amaral, que notabilizou-se como uma das principais emissoras do país nas décadas de 1950 e 1960, liderando junto com a TV Record de São Paulo a Rede das Emissoras Unidas, primeira rede de televisão nacional. Porém, com o investimento das concorrentes em uma programação mais qualificada e mais integrada nacionalmente, a TV Rio começou a sofrer problemas de audiência e de faturamento que se agravaram na década de 1970. Em 1972, foi vendida para a Ordem dos Capuchinhos, dona da TV Difusora de Porto Alegre, e afundada em dívidas, foi retirada do ar pela justiça em 5 de abril de 1977.
Em 29 de novembro de 1983, a concessão do canal 13 foi outorgada à Radiodifusão Ebenézer Ltda., controlada pelo pastor Nilson Fanini, líder da Primeira Igreja Batista de Niterói, tendo como sócio o empresário Cláudio Macário, numa licitação onde também concorreram a Editora Abril, Rádio Metropolitana, Rádio Capital, Governo do Estado do Rio de Janeiro e outras quatorze empresas. O pastor teria conseguido a concessão com o apoio do deputado federal Arolde de Oliveira, que era ex-diretor regional do Departamento Nacional de Telecomunicações (DENTEL) e aliado político do presidente João Figueiredo, que havia participado das comemorações do aniversário de 7 anos do programa Reencontro (que Nilson Fanini apresentava na TVE Rio de Janeiro) naquele ano. Com o plano de criar uma nova TV Rio, cujo nome fantasia ocioso foi comprado e patenteado, Fanini investiu 6 milhões de dólares (o equivalente a 180 milhões de cruzados) na importação de equipamentos vindos do Japão e na reforma de um prédio centenário de três pavimentos na extinta rua Miguel de Frias, 57, no bairro da Cidade Nova, que serviria como sede da emissora. No local, havia funcionado a ala infantil da Santa Casa da Misericórdia do Rio de Janeiro, que estava desativada desde 1975.
Fanini também convidou Walter Clark para cuidar da supervisão geral da nova emissora. Clark havia sido o responsável pelo auge da TV Rio nos anos 60 e também pela consolidação nacional da Rede Globo, de onde havia saído em 1977. Como supervisor geral, ele desejava fazer uma programação focada em jornalismo, além de recriar programas clássicos da antiga emissora, como TV Rio é o Show e Sob a Luz do Meu Bairro, porém os recursos da Fundação Ebenézer eram escassos. Ele então decidiu criar uma programação formada por clipes musicais (que eram fornecidos gratuitamente pelas gravadoras, para divulgação) e comandada por radialistas, cujos programas ficaram conhecidos como radiais. A futura emissora também abriu um processo seletivo para novos profissionais, destinando quarenta vagas divididas entre repórteres, cinegrafistas e locutores/apresentadores, vagas que foram disputadas por mais de mil candidatos.

#### Estreia e alterações no quadro societário

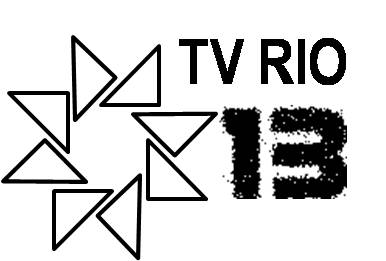
Logotipo da emissora entre 1988 e 1994

A TV Rio estava prevista para ir ao ar inicialmente em 1987, mas aconteceram pelo menos três adiamentos ao longo do ano que retardaram sua inauguração para 1988. Sua primeira transmissão, ainda em caráter experimental, foi o culto ecumênico pelo aniversário de treze anos do programa Reencontro, realizado no Estádio do Maracanã em 26 de março de 1988, para cerca de quarenta mil pessoas. A transmissão, iniciada as 14h, foi feita com o auxílio da TVE Rio de Janeiro e da Rede Manchete. Esta última cedeu seus equipamentos como permuta em troca de utilizar o show para gravar o último capítulo da telenovela Carmem, que tinha Darlene Glória, futura apresentadora da emissora, como uma das atrizes. Depois de encerrada as 17h, estava previsto que a TV Rio ficasse com uma programação experimental até o fim de abril, quando seria oficialmente inaugurada. Porém, a TV Rio não reunia condições técnicas para iniciar sua programação nesta data, e adiou mais uma vez a sua estreia. O prazo dado pelo DENTEL para a implantação definitiva da emissora estava vencendo, e contrariando as decisões de Walter Clark, a TV Rio iniciou suas operações regulares em 1.º de junho, com apenas 20% da sua capacidade de transmissão e em meio a desentendimentos entre Clark e os sócios da emissora.
A programação da nova TV Rio era inicialmente composta, das 11h às 19h, pelos "radiais", que eram módulos de clipes musicais e variedades com duração de duas horas cada, apresentados por locutores de rádio. Nomes como Selma Vieira, Negro Filó, Breno Moroni e Adriana Rimmer comandaram essas atrações. As 19h, Maria Lúcia Priolli apresentava o Rio Hit Parade, que selecionava os oito clipes mais votados pelos telespectadores ao longo do dia. Já no horário nobre, Afonso Soares apresentava o jornalístico Rio Cidade Alerta, com os casos policiais do dia, às 20h. Meia hora depois, era exibida a Sessão Preto e Branco, que apresentava seriados como Além da Imaginação, Paladino do Oeste, O Fugitivo, Na Corda Bamba, Cidade Nua, The Mod Squad, entre outros. A programação era fechada com a revista eletrônica Rio 9 e Meia, apresentada por João Luiz de Albuquerque e Juliana Reis. Aos sábados, iam ao ar no horário nobre programas como TV Rio in Concert, que exibia espetáculos musicais; Deixa Falar, apresentado por Adelzon Alves, que falava sobre a MPB; e O Grito dos Independentes, apresentado por Lorena Calabria, que exibia produções audiovisuais de empresas independentes. Aos domingos, iam ao ar os programas Semana Rio, revista eletrônica com os fatos da semana; Acesso Público, com Neila Tavares; Sessão Science Fiction, com os seriados Perdidos no Espaço e O Túnel do Tempo; TV Rio é o Show, com Iran Melo e Dirceu Bellizi; e Domingo Perfeito, apresentado por Perfeito Fortuna ao vivo do Circo Voador.
Em 22 de junho, Walter Clark pediu demissão do cargo de supervisor geral da emissora, alegando, dentre outros motivos, que estava sendo censurado pelos gestores da TV Rio e que eles estavam atrasando os pagamentos dos funcionários. Com menos de um mês no ar, em 24 de junho, a emissora já tinha demitido 22 profissionais e estava a ponto de quebrar, por conta da precariedade técnica, falta de infraestrutura e problemas financeiros. Em um esforço para salvar a TV Rio, Nilson Fanini se associou com o político e empresário Múcio Athayde, que torna-se sócio da emissora adquirindo 49% das ações pertencentes a Cláudio Macário, que em troca ganhou terras do Grupo Desenvolvimento para empreendimentos da sua construtora na Barra da Tijuca. A TV Rio então passou a contar com sucursais em Brasília e Goiânia, onde Athayde mantinha emissoras de rádio e televisão. Embora Fanini tivesse dito que iria manter a filosofia de programação implantada por Clark, a grade dos radiais logo foi substituída por novas atrações criadas por uma equipe contratada por Athayde. Surgiram programas como o Sábado Especial, apresentado em duas partes: uma pelo locutor esportivo José Cunha, e a outra pelo apresentador Raul Gil, e outros como Rio Mulher, O Repórter Sem Medo, Rio Urgente e Política Nacional (com Berto Filho).
A emissora conseguiu ganhar fôlego, mas os índices de audiência ainda eram baixos. A partir de 1989, a TV Rio passou a ter operação conjunta com a TV Goyá de Goiânia, que havia perdido a afiliação com o SBT para a recém-criada TV Serra Dourada. No mesmo ano, a emissora investiu na cobertura esportiva, com a aquisição dos direitos de transmissão de alguns jogos da Taça Libertadores da América que envolviam os representantes brasileiros na competição, Bahia e Internacional. A TV Rio também chegou a organizar seu próprio torneio de futebol, intitulado Rio, Futebol e Samba, onde times formados por componentes de escolas de samba do Rio de Janeiro se enfrentavam aos domingos, às 9h, no Estádio Wolney Braune. O vencedor da única edição do torneio foi a Estação Primeira de Mangueira.

#### Compra pela Record
Com a audiência baixa e os altos custos de se fazer uma programação totalmente independente numa época já dominada pelas redes de televisão nacionais, a nova TV Rio foi um fracasso. Em 1992, Múcio Athayde vendeu seus 49% na emissora para o líder da Igreja Universal do Reino de Deus, Edir Macedo, por um valor estimado em 20 milhões de dólares. A partir de 16 de abril, a TV Rio se tornou afiliada à Rede Record, que estava em plena expansão pelo país, e sua programação local passou a se resumir apenas a alguns programas jornalísticos, sessões de filmes, programas de videoclipes (que ocupavam os espaços de infomerciais da rede) e produções feitas pela Fundação Ebenézer, que ainda detinha 51% das ações por parte de Nilson Fanini. Boa parte dos profissionais da TV Rio foi aproveitada pela Record, como o locutor de chamadas Sérgio Luís Drodowsky, que se tornou também a voz padrão da rede. Nessa fase de transição, a TV Rio também produziu o programa Top TV, exibido em rede nacional nas tardes de domingo e apresentado por Fabiola Villanova e PH, como um programa de variedades voltado para a cultura nerd, ficando no ar entre 1992 e 1994.

### Emissora própria da Record (1994–presente)
Em meados de 1994, Nilson Fanini vendeu seus 51% para a Central Record de Comunicação, que passava a deter 100% do controle acionário da TV Rio, em transação que só foi aprovada dois anos depois por causa de denúncias de uso de "laranjas". A emissora passou a se chamar TV Record Rio de Janeiro, tornando-se oficialmente uma emissora própria da Rede Record. A antiga razão social, Radiodifusão Ebenézer Ltda., só seria trocada em 2001 para a atual Televisão Record do Rio de Janeiro Ltda. Em 1996, a emissora deixou os antigos estúdios na Cidade Nova, onde hoje se encontra o Centro de Convenções SulAmérica, e migrou para uma nova sede no bairro de Benfica, na Zona Norte da cidade.

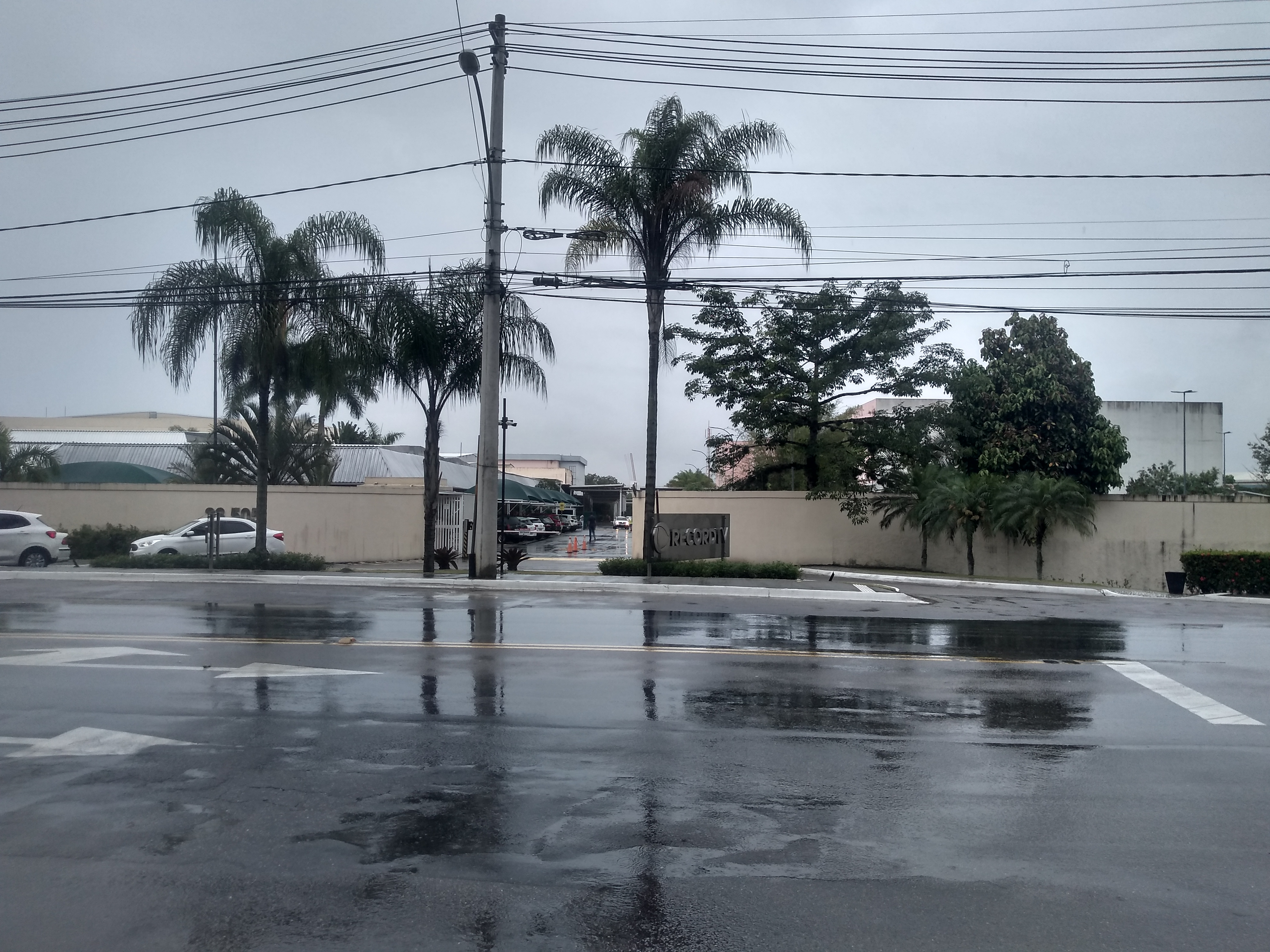
Entrada principal do Casablanca Estúdios em Vargem Grande, onde fica a atual sede da emissora.

Em 10 de março de 2005, a Record finalizou as negociações para a compra dos estúdios da Renato Aragão Produções no bairro de Vargem Grande, onde eram produzidos os filmes do humorista Renato Aragão. Com a compra, o complexo passou a se chamar RecNov, tendo sua área aumentada de 40 000 m² para 280 000 m², e nele passaram a ser gravadas as produções de teledramaturgia da Rede Record. O complexo tem dez estúdios para produção audiovisual, o que possibilita produzir seis novelas simultaneamente, tornando-se assim o segundo maior complexo televisivo do país, atrás apenas dos Estúdios Globo. Anos depois, em 15 de dezembro de 2016, a Record Rio deixou seus antigos estúdios no bairro de Benfica, e inaugurou uma área de 41 000 m² no interior do complexo.
Em outubro de 2013, a emissora promoveu uma "dança das cadeiras" nas apresentações dos seus programas jornalísticos. Wagner Montes, que apresentava a edição vespertina do Balanço Geral, passou para as manhãs, no lugar de Luiz Bacci, que passou a apresentar o Cidade Alerta local no lugar de Rogério Forcolen. Este, por sua vez, assumiu o lugar de Wagner Montes. Com a transferência de Bacci para a TV Record São Paulo no final do ano, o Cidade Alerta passou a ser apresentado por Ernani Alves. Em 25 de abril de 2014, houve uma nova mudança dos programas, porém afetando apenas o Balanço Geral. Após sete meses no comando da edição vespertina do programa, Rogério Forcolen troca de posto com Wagner Montes, passando para a edição matutina. Em 5 de agosto, foi anunciado que Forcolen rescindiu seu contrato com a emissora, que terminaria em 2016. Logo no mesmo dia, a emissora anunciou que a repórter Lívia Mendonça seria promovida a apresentadora, ocupando a lacuna deixada por Forcolen já no dia seguinte à sua saída.
Em 10 de setembro, a emissora anunciou a contratação do radialista Tino Júnior, vindo da Rádio Globo, para apresentar o RJ no Ar no lugar de Gustavo Marques, que voltaria a ser apresentador eventual. A figura de Tino Júnior, já conhecida dos cariocas desde a época do rádio, por ser extrovertido, envolveu-se em uma polêmica no dia 29 de setembro, com a repórter Fernanda Sanches. Durante um link ao vivo, ele falou em tom de brincadeira que "sonhou com ela durante a noite", fato que foi bastante comentado nas redes sociais. No fim do mês, foi anunciado que Tino passaria a apresentar o Cidade Alerta no lugar de Ernani Alves, enquanto Gustavo Marques reassumiria a apresentação do RJ no Ar. O fato acabou desagradando tanto Ernani quanto Gustavo, que ameaçaram pedir demissão da emissora, porque esperavam ter sido promovidos, o primeiro, para a TV Record São Paulo, e o segundo, para o Cidade Alerta. No entanto, a emissora acertou a situação dos dois, e Gustavo continuou no RJ no Ar, enquanto Ernani foi realocado no projeto do Balanço Geral RJ Especial, que estreou no mês seguinte.
Em 26 de abril de 2016, Tino Júnior migrou temporariamente para a rede, onde passou a apresentar o Balanço Geral Manhã no lugar de Luiz Bacci. Com isso, o RJ no Ar passou a ser apresentado por William Travassos, que reestreou no comando da atração em 27 de abril. Depois do retorno de Bacci ao programa, Tino novamente voltou a ancorar o RJ no Ar até 15 de dezembro, quando Gustavo Marques assumiu o telejornal e Tino migrou para o Balanço Geral RJ.

Logotipo do canal quando adotou a nova nomenclatura da rede entre os anos de 2016 e 2023

Em 24 de novembro de 2016, com a reformulação da marca da rede, a emissora passou a se chamar RecordTV Rio.
Em fevereiro de 2017, Wagner Montes se afastou da apresentação do Cidade Alerta para tratar de problemas de saúde, tendo seu posto assumido por Ernani Alves, que posteriormente se tornaria o titular do jornalístico. Em 25 de julho, juntamente com a estreia da nova programação da Record, a RecordTV Rio estreou novos programas. Na faixa matinal, Wagner Montes retornou a emissora e passou a ancorar o Balanço Geral RJ Manhã, e no horário noturno, reestreou o RJ Record, apresentado por Lívia Mendonça. O novo telejornal, porém, acabou sendo tirado do ar em 26 de janeiro de 2018, em razão da baixa audiência.
Em 26 de janeiro de 2019, o apresentador Wagner Montes morreu devido a complicações decorrentes de uma infecção urinária. Com isso, Lívia Mendonça, que estava cobrindo as suas licenças, tornou-se a titular do Balanço Geral RJ Manhã. Em 15 de novembro, foi extinto o telejornal RJ no Ar, como parte de uma reestruturação da grade para conter as derrotas sofridas para o Primeiro Impacto, exibido pelo SBT. O âncora Gustavo Marques foi deslocado para o Balanço Geral RJ Manhã, onde passou a ser co-apresentador a partir de 18 de novembro, juntamente com Lívia Mendonça. O jornalístico também ganhou a participação de Rafaela Cascardo, vinda da rádio CBN Rio de Janeiro, que passou a fazer a previsão do tempo. As mudanças duraram até 16 de dezembro, quando Gustavo tornou-se titular do Balanço Geral RJ Manhã e Lívia passou a fazer apenas as edições de sábado do Balanço Geral RJ.
Em 29 de junho de 2020, Gustavo Marques foi colocado de férias pela RecordTV Rio, sendo substituído pelo repórter Wagner Montes Filho no Balanço Geral RJ Manhã. Waguinho estava desde março na emissora e já havia gravado pilotos para o programa sem que o titular tivesse sido avisado, o que acabou gerando um clima de insatisfação de Gustavo, motivando o seu afastamento. Wagner Montes Filho foi efetivado depois de um mês no programa que havia sido apresentado pelo seu pai, Wagner Montes, ao mesmo tempo em que Gustavo Marques era demitido pela emissora, após 21 anos de contrato.
Em 16 de abril de 2021, a laje do estúdio B da RecordTV Rio desabou, destruindo completamente os cenários dos programas locais e a redação de jornalismo, além de ferir 3 funcionários, sendo que um deles, o editor de texto Alex Cunha, precisou passar por uma cirurgia em uma das mãos após ser cortado por estilhaços de vidro. Após o ocorrido, a Defesa Civil interditou parcialmente as instalações para apurar as causas do acidente, apontando no auto de interdição incêndio antes do desabamento. A programação local também ficou prejudicada, de modo que as transmissões tiveram que ser operadas remotamente pela RecordTV São Paulo, sem a inserção de comerciais locais.
Após a conclusão de cenários provisórios no estúdio C, a emissora retomou a exibição dos seus programas locais em 20 de abril, sendo no entanto, criticada pelo público e pela imprensa pela omissão de informações sobre o ocorrido. A emissora só voltou a utilizar cenários novos em 6 de fevereiro de 2023, quase dois anos após o acidente, assim como uma redação montada em um dos anexos do complexo. No mesmo dia, o RJ no Ar voltou a ser exibido na programação matinal, substituindo o Balanço Geral RJ Manhã.

## Sinal digital
| Canal virtual | Canal digital | Resolução de tela | Programação                                  |
| ------------- | ------------- | ----------------- | -------------------------------------------- |
| 13.1          | 39 UHF        | 1080i             | Programação principal da Record Rio / Record |

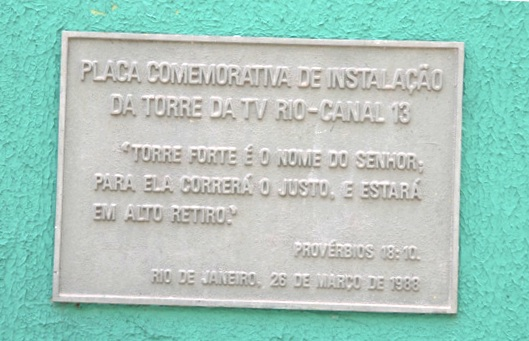
Placa de inauguração da torre da emissora, quando ainda se chamava TV Rio, no Morro do Sumaré em 2012

Em 8 de outubro de 2012, todos os programas produzidos pela emissora passaram a ser exibidos em alta definição.

### Transição para o sinal digital
Com base no decreto federal de transição das emissoras de TV brasileiras do sinal analógico para o digital, a RecordTV Rio, bem como as outras emissoras da cidade do Rio de Janeiro, cessou suas transmissões pelo canal 13 VHF em 22 de novembro de 2017, seguindo o cronograma oficial da ANATEL. A emissora cortou a transmissão às 23h59, durante a transmissão do Gugu. Durante o intervalo do programa, foi exibido um informativo sobre a TV digital apresentado por Fábio Porchat, e logo em seguida foi inserido o slide do MCTIC e da ANATEL sobre o switch-off.

## Controvérsias
Em outubro de 2020, a juíza eleitoral Luciana Mocco Moreira Lima proibiu a RecordTV Rio de fazer propaganda com uso de publicidade subliminar para induzir os telespectadores a votarem em Marcelo Crivella, candidato à reeleição para prefeito da cidade do Rio de Janeiro e sobrinho do dono da emissora, Edir Macedo. Na campanha, a Record apresentava seu novo número de WhatsApp, que terminava com 1010, sendo 10 o número eleitoral do partido de Crivella, o Republicanos. A juíza lembrou que fato semelhante ocorreu na eleição de 2004, quando a Justiça Eleitoral ordenou a suspensão de uma vinheta da emissora que divulgava o Salmo 22. Crivella na época era filiado ao PL, cujo número eleitoral também era 22.